# Enniger
Enniger ist ein Ortsteil der Stadt Ennigerloh – einer kreisangehörigen Stadt im Kreis Warendorf im Münsterland mit etwa 3.300 Einwohnern. Nachbargemeinden und -städte sind im Uhrzeigersinn, im Norden beginnend: Warendorf, Beelen, Oelde, Beckum, Ahlen und Sendenhorst.

## Geographie

### Geographische Lage
Enniger liegt im östlichen Münsterland in der Mitte der Westfälischen Bucht. Enniger liegt an der Bahnstrecke Münster–Warstein, die jedoch ohne Personenverkehr ist.

### Nachbarorte
Im Nordwesten grenzt der Ort Hoetmar, welcher zur Stadt Warendorf gehört, an Enniger. Im Osten von Enniger befindet sich die Innenstadt von Ennigerloh. Den nächsten Bahnhof für Personenverkehr findet man in dem von Enniger südöstlich gelegenen Beckumer Stadtteil Neubeckum an der Bahnstrecke Hamm–Minden. In Beckum findet man zusätzlich noch eine Auffahrt zur Bundesautobahn A 2. Genau im Süden befindet sich der zur Stadt Ahlen gehörende Ort Vorhelm. In westlicher Richtung von Enniger gelangt man über Tönnishäuschen nach Sendenhorst.
Bauerschaften von Enniger (im Uhrzeigersinn)
- Sommersell
- Wessenhorst
- Balhorn
- Rückamp
- Pöling

## Geschichte
- 9. Jahrhundert: Der Hof Enniger bestand mit großer Wahrscheinlichkeit.
- 1226: Älteste einwandfrei datierte Erwähnung von Enniger.
- 13. Jahrhundert: Aufbau der Verwaltung durch landesherrliche Ämter im Dreingau. Enniger gehörte zum Amt Stromberg.
- 1378: Fehde zwischen dem Patron von Enniger, dem Propst von St. Mauritz in Münster Heinrich von Solms und dem Grafen Wilhelm von Berg auf Haus Neuengraben.
- 17. Jahrhundert: Der Tolle Christian brandschatzte im Dreißigjährigen Krieg Sendenhorst und Umgebung.
- 1687: Einweihung der Rückämper Kapelle (offiziell Dreifaltigkeitskapelle) in der Festwoche vor dem Dreifaltigkeitstag
- 1832–1851: Die Gemeinden Enniger, Vorhelm, Sendenhorst-Stadt und Sendenhorst-Kirchspiel schlossen sich zu einer Verwaltungseinheit zusammen.
- 1851–1968: Die Stadt Sendenhorst gab sich eine städtische Verfassung und schied somit aus dem Verwaltungsverbund aus. Das Kirchspiel Sendenhorst kam mit Enniger zum Amt Vorhelm. Bürgermeister bzw. Amtmann war Franz Brüning. Die Verwaltung war in Tönnishäuschen (vormals Isendorf) ansässig. Das Kirchspiel Sendenhorst schied erst 1968 aus dem Verbund aus und schloss sich wieder der Stadt Sendenhorst an.[2]
- 1873: Angeblicher Ritualmord an Elisabeth Schütte, Tochter eines Kötters, in dessen Folge die jüdischen Familien bis 1892 Enniger verließen. (siehe Hauptartikel: Jüdische Gemeinde Enniger)
- Am 1. Januar 1975 wurde Enniger im Rahmen der kommunalen Neuordnung (§16 Münster/Hamm-Gesetz) der Stadt Ennigerloh im Kreis Warendorf zugeordnet.[3]

## Sehenswürdigkeiten

### Haus Enniger

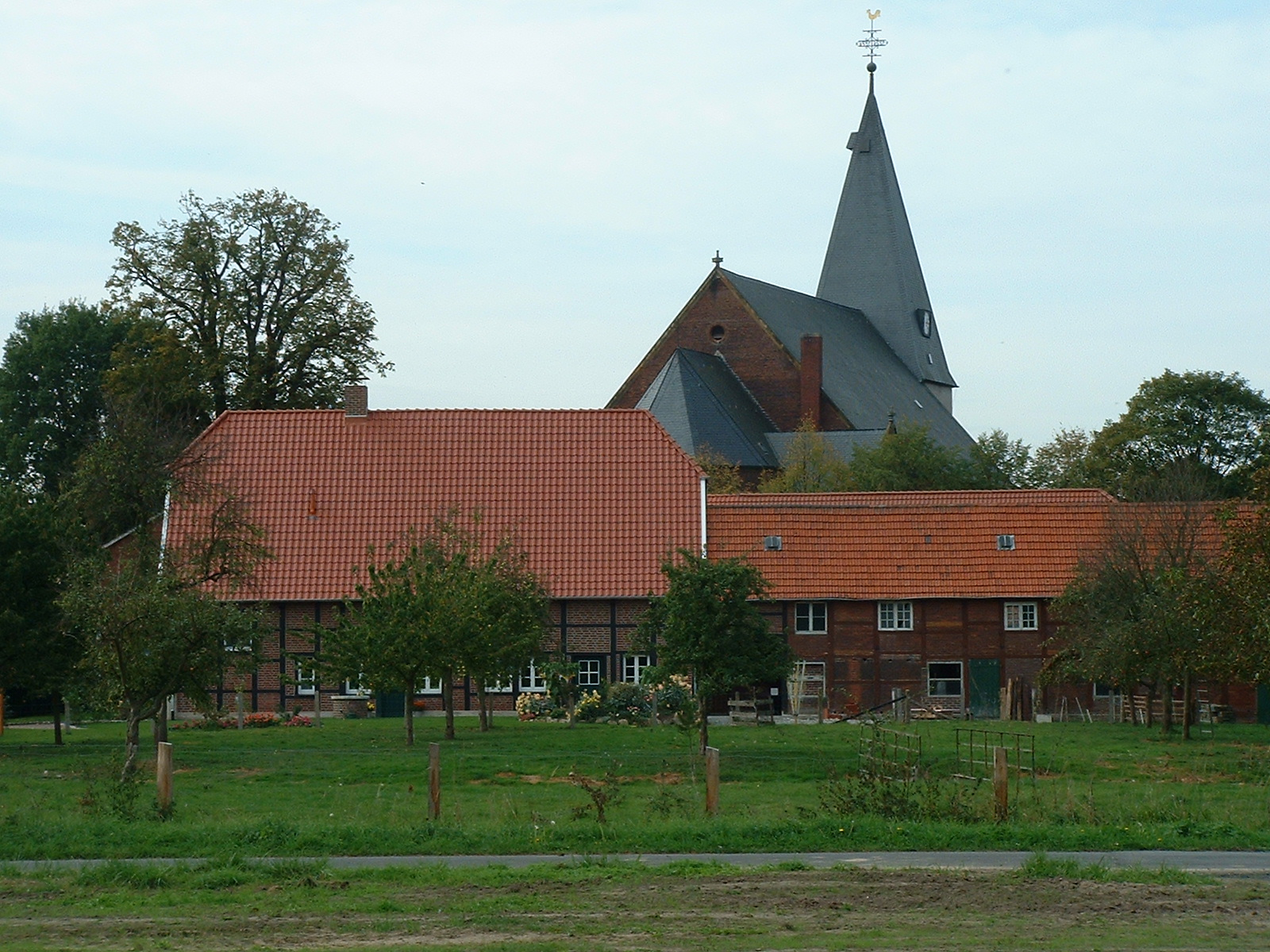
Östliche Ansicht von Haus Enniger und der St.-Mauritius-Kirche

Mit großer Wahrscheinlichkeit bestand bereits im 9. Jahrhundert der Hof Enniger. Erster dokumentierter Lehnsherr von Haus Enniger war Bertoldus de Ennigger (Westf. Urkundenbuch Nr. 43, Anno 1206–1207). Weitere Nachfolger waren um 1366 Johann von Walegarden und um 1443 Henrik von Horstel, dessen Tochter 1430 Rötger von Voß, Burggraf zu Telgte, heiratete. In der Mitte des 17. Jahrhunderts heiratet Freiherr von Leutersamb Sybille v. Voß und wurde so Inhaber des Hofes. Nach Ableben von Freiherr von Leutersamb sowie des letzten Vasall Adrian von Voß im Jahre 1678 fällt das Lehen von Haus Enniger an das Stift St. Mauritz zurück. Dies bedeutete das Ende des Lehnsherren von Haus Enniger.
In den Jahren 1687 bis 1840 war Haus Enniger an die Familie Casparius Heese und Nachfahren verpachtet. Im Jahre 1840 kauften Heinrich Ostermann aus Beckum und Ignatz Bisping aus Vorhelm den Besitz. Er diente den Eheleuten Heinrich Ostermann und Elisabeth Bisping sowie den heutigen Nachfahren Koch-Haverkamp als neue Heimat. In den letzten Jahren wurde Haus Enniger von der Familie Koch-Haverkamp renoviert und erstrahlt seitdem im neuen Glanz am östlichen Rand der St.-Mauritius-Kirche.

### Rückämper Kapelle

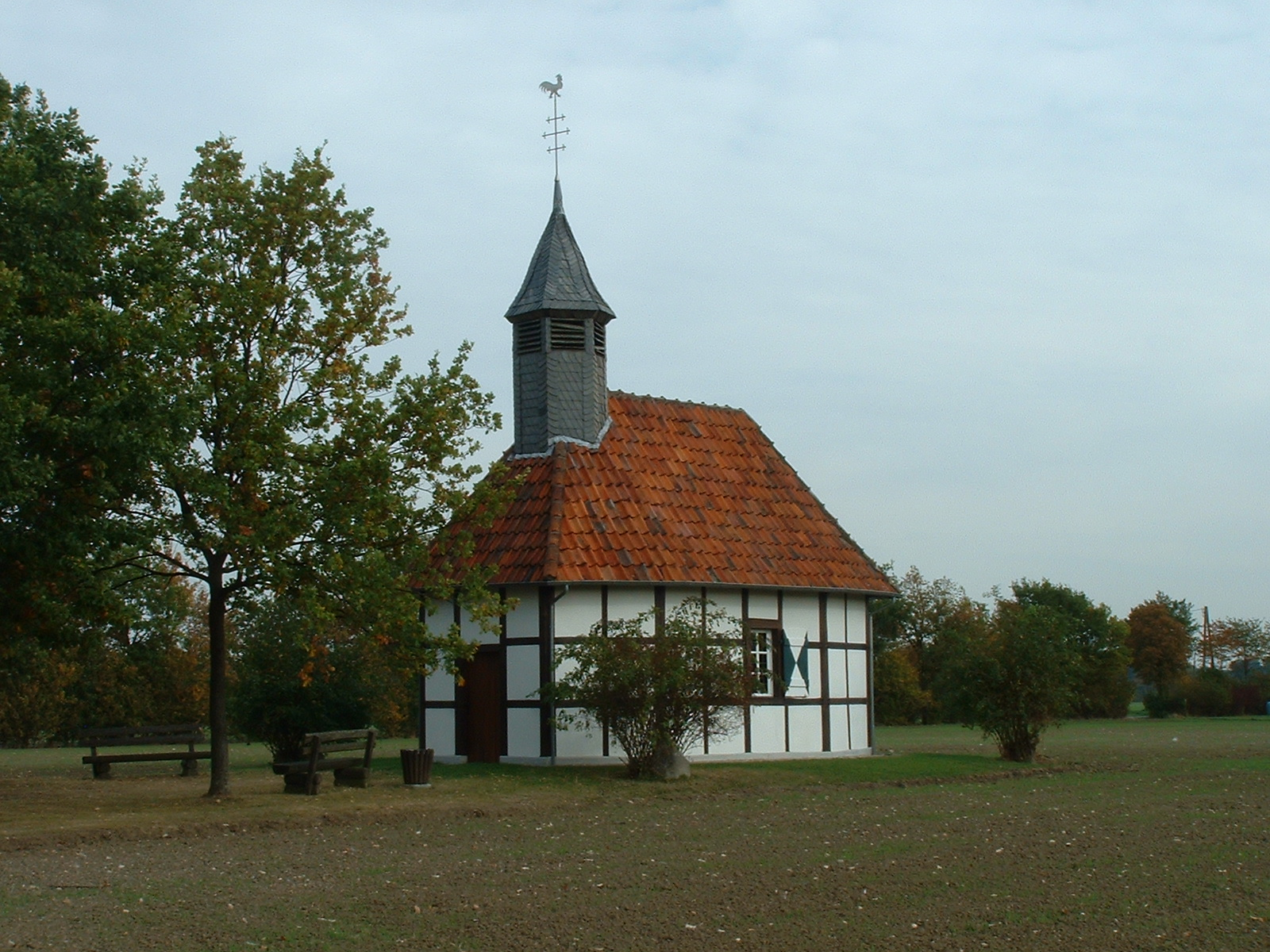
Die über 300 Jahre alte Rückämper Kapelle an der Straße nach Buddenbaum

Die Rückämper Kapelle wurde in den Jahren 1685 bis 1687 von Rückämper Bauern zu Ehren der heiligen  Dreifaltigkeit errichtet. Sie liegt ca. 2 Kilometer nördlich von Enniger an der heutigen Straße nach Buddenbaum.
In der Zeit vom 18. Juli 1794 bis 1802 fanden 8 französische Priester und ein Theologe, die während der französischen Revolution emigrierten, eine neue Heimat in Enniger. Sie nutzten die Rückämper Kapelle für die Feiern der heiligen Messe.
Auch Diebe machten vor der Rückämper Kapelle nicht halt und stahlen so in der Nacht vom 5. auf den 6. Januar 1849 die hundert Pfund schwere Glocke. Diese konnte nur in Stücken wiedergefunden werden, welches nur durch Gießen einer neuen, 20 Pfund schweren Kapellenglocke behoben werden konnte. Mehr Glück hatte man im Februar des Jahres 1974, als eine aus Eichenholz geschnitzte Pietà gestohlen wurde. Der Dieb konnte überführt werden und so gelangte die Pietà zurück nach Enniger.
Im Jahre 1956 erfolgte eine Renovierung durch den Heimatverein Enniger, incl. Verrückung um 2 Meter nach Osten.
2003 wurde die komplette Westfront incl. Fachwerk erneuert und die Kapelle wurde auf ein neues Fundament gestellt.

### St. Mauritius
Teile der Kirche St. Mauritius in Enniger stammen aus dem letzten Drittel des 12. Jahrhunderts. Hierbei handelt es sich um einen massiven romanischen Wehrturm, der im Laufe der Zeit durch Änderungen in eine Kirche überführt wurde. Durch seine ehemalige Verwendung als Wehrturm besitzt er keine Portale, sondern lediglich schmale Fensterschlitze. An diesen Wehrturm wurde damals eine kleine romanische Kirche angebaut.

## Enniger Markt
Der Enniger Markt ist eine volksfestähnliche Marktveranstaltung und einer der ältesten Märkte Westfalens. Der erste urkundlich erwähnte Markt fand im Jahre 1552 statt. Der Enniger Markt wird seit 1899 immer am zweiten Mittwoch im Juli veranstaltet. Inzwischen beginnt er schon am Nachmittag davor.
Ein Wahrzeichen des Enniger Marktes ist der Ritter Voß, als Symbolfigur des Lehnsherren von Enniger, welchem eine Hälfte des Zolles (andere Hälfte dem Fürstbistum von Münster) zustand. Dieser bedankt sich für die ihm entgegengebrachte Huldigung mit einem Münsterländer Korn aus dem Tragekorb des ihn begleitenden Kiepenkerls.
Die Organisation des Enniger Marktes lag bis zur kommunalen Neuordnung bei der damaligen Gemeindeverwaltung. Heute wird diese Organisation durch den Marktausschuss, der dem Heimatverein Enniger angeschlossen ist, wahrgenommen.

## Spiel- und Sportverein Enniger
Der SuS Enniger hat seinen Sportplatz (Naturrasen) am Börgerskamp. Ein Kunstrasenplatz befindet sich an der Hauptstraße / Ecke Vorhelmer Straße. Außerdem arrangiert der Verein mit der TWV Spielgemeinschaften in allen Jugendabteilungen.